# Taurolema superba
Taurolema superba är en skalbaggsart som beskrevs av Fuchs 1966. Taurolema superba ingår i släktet Taurolema och familjen långhorningar. Inga underarter finns listade i Catalogue of Life.